# Camptoptera punctum
Camptoptera punctum is een vliesvleugelig insect uit de familie Mymaridae. De wetenschappelijke naam is voor het eerst geldig gepubliceerd in 1798 door Shaw.